# Mistrzostwa Ameryki Południowej w Piłce Siatkowej Kobiet 2019

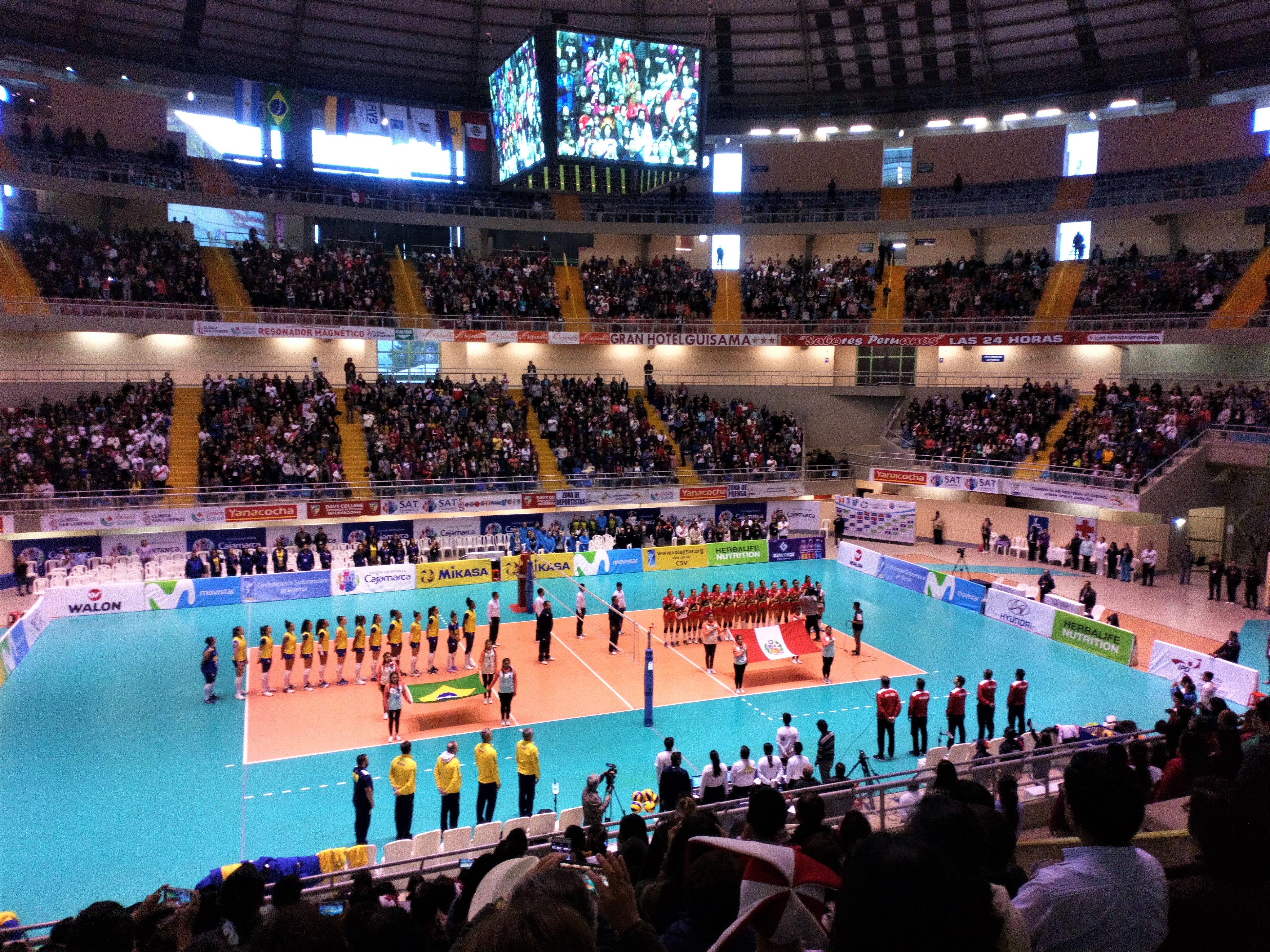
Mecz półfinałowy Brazylia - Peru Mistrzostw Ameryki Południowej 2019

XXXIII Mistrzostwa Ameryki Południowej w piłce siatkowej kobiet były rozgrywane w dniach 28 sierpnia – 1 września 2019 roku w peruwiańskim mieście Cajamarca. W rozgrywkach wystartowało 8 reprezentacji narodowych. Tytułu sprzed dwóch lat broniły Brazylijki.

## Uczestnicy
Argentyna
 Boliwia
 Brazylia
 Chile
 Ekwador
 Kolumbia
 Peru
 Urugwaj
 Wenezuela

## Rozgrywki

### Faza grupowa
awans do półfinałów
     mecze o miejsca 5-8.

#### Grupa A
| Lp. | Drużyna   | Mecze | Mecze   | Mecze   | Pkt | Sety | Sety | Sety  | Małe punkty | Małe punkty | Małe punkty |
| Lp. | Drużyna   | M     | W (3:2) | P (2:3) | Pkt | wyg. | prz. | ratio | zdob.       | str.        | ratio       |
| --- | --------- | ----- | ------- | ------- | --- | ---- | ---- | ----- | ----------- | ----------- | ----------- |
| 1   | Brazylia  | 3     | 3 (0)   | 0 (0)   | 9   | 9    | 1    | 9.000 | 248         | 135         | 1.837       |
| 2   | Argentyna | 3     | 2 (0)   | 1 (0)   | 6   | 7    | 3    | 2.333 | 221         | 193         | 1.145       |
| 3   | Wenezuela | 3     | 1 (1)   | 2 (0)   | 2   | 3    | 8    | 0.375 | 197         | 242         | 0.814       |
| 4   | Ekwador   | 3     | 0 (0)   | 3 (1)   | 1   | 2    | 9    | 0.222 | 163         | 259         | 0.629       |

Źródło: voleysur.org
Punktacja: 3:0 i 3:1 – 3 pkt; 3:2 – 2 pkt; 2:3 – 1 pkt; 1:3 i 0:3 – 0 pkt
Zasady ustalania kolejności: 1. liczba zwycięstw; 2. liczba punktów; 3. stosunek setów; 4. stosunek małych punktów; 5. bilans w bezpośrednich meczach
| Data  | Godz. | Drużyna 1 | Wynik | Drużyna 2 | 1     | 2     | 3     | 4     | 5    | Widzów | *  |
| ----- | ----- | --------- | ----- | --------- | ----- | ----- | ----- | ----- | ---- | ------ | -- |
| 28.08 | 17:00 | Argentyna | 3:0   | Wenezuela | 25:16 | 25:13 | 25:22 |       |      |        | 1  |
| 28.08 | 15:00 | Brazylia  | 3:0   | Ekwador   | 25:8  | 25:9  | 25:10 |       |      |        | 2  |
| 29.08 | 13:00 | Argentyna | 3:0   | Ekwador   | 25:16 | 25:15 | 25:13 |       |      |        | 5  |
| 29.08 | 15:00 | Brazylia  | 3:0   | Wenezuela | 25:10 | 25:16 | 25:11 |       |      |        | 6  |
| 30.08 | 12:00 | Wenezuela | 3:2   | Ekwador   | 25:19 | 23:25 | 25:18 | 21:25 | 15:5 |        | 9  |
| 30.08 | 14:00 | Brazylia  | 3:1   | Argentyna | 23:25 | 25:19 | 25:16 | 25:11 |      |        | 10 |

#### Grupa B
| Lp. | Drużyna  | Mecze | Mecze   | Mecze   | Pkt | Sety | Sety | Sety  | Małe punkty | Małe punkty | Małe punkty |
| Lp. | Drużyna  | M     | W (3:2) | P (2:3) | Pkt | wyg. | prz. | ratio | zdob.       | str.        | ratio       |
| --- | -------- | ----- | ------- | ------- | --- | ---- | ---- | ----- | ----------- | ----------- | ----------- |
| 1   | Kolumbia | 3     | 3 (1)   | 0 (0)   | 8   | 9    | 2    | 4.500 | 262         | 162         | 1.617       |
| 2   | Peru     | 3     | 2 (0)   | 1 (1)   | 7   | 8    | 3    | 2.667 | 245         | 187         | 1.310       |
| 3   | Boliwia  | 3     | 1 (0)   | 2 (0)   | 3   | 3    | 7    | 0.429 | 151         | 229         | 0.659       |
| 4   | Urugwaj  | 3     | 0 (0)   | 3 (0)   | 0   | 1    | 9    | 0.111 | 157         | 237         | 0.662       |

Źródło: voleysur.org
Punktacja: 3:0 i 3:1 – 3 pkt; 3:2 – 2 pkt; 2:3 – 1 pkt; 1:3 i 0:3 – 0 pkt
Zasady ustalania kolejności: 1. liczba zwycięstw; 2. liczba punktów; 3. stosunek setów; 4. stosunek małych punktów; 5. bilans w bezpośrednich meczach
| Data  | Godz. | Drużyna 1 | Wynik | Drużyna 2 | 1     | 2     | 3     | 4     | 5    | Widzów | *  |
| ----- | ----- | --------- | ----- | --------- | ----- | ----- | ----- | ----- | ---- | ------ | -- |
| 28.08 | 13:00 | Kolumbia  | 3:0   | Urugwaj   | 25:9  | 25:8  | 25:20 |       |      |        | 3  |
| 28.08 | 19:00 | Peru      | 3:0   | Boliwia   | 25:12 | 25:11 | 25:11 |       |      |        | 4  |
| 29.08 | 17:00 | Kolumbia  | 3:0   | Boliwia   | 25:8  | 25:6  | 25:16 |       |      |        | 7  |
| 29.08 | 20:00 | Peru      | 3:0   | Urugwaj   | 25:14 | 25:11 | 25:16 |       |      |        | 8  |
| 30.08 | 16:00 | Urugwaj   | 1:3   | Boliwia   | 17:25 | 15:25 | 25:12 | 22:25 |      |        | 11 |
| 30.08 | 18:00 | Peru      | 2:3   | Kolumbia  | 22:25 | 25:23 | 26:24 | 13:25 | 9:15 |        | 12 |

### Faza finałowa

#### Rywalizacja o miejsca 5-8. - półfinały
| Data  | Godz. | Drużyna 1 | Wynik | Drużyna 2 | 1     | 2     | 3     | 4 | 5 | Widzów | *  |
| ----- | ----- | --------- | ----- | --------- | ----- | ----- | ----- | - | - | ------ | -- |
| 31.08 | 11:00 | Boliwia   | 3:0   | Ekwador   | 25:22 | 25:22 | 25:23 |   |   |        | 13 |
| 31.08 | 13:00 | Wenezuela | 3:0   | Urugwaj   | 25:15 | 25:9  | 25:14 |   |   |        | 14 |

#### Półfinały
| Data  | Godz. | Drużyna 1 | Wynik | Drużyna 2 | 1     | 2     | 3     | 4 | 5 | Widzów | *  |
| ----- | ----- | --------- | ----- | --------- | ----- | ----- | ----- | - | - | ------ | -- |
| 31.08 | 15:00 | Kolumbia  | 3:0   | Argentyna | 25:23 | 25:21 | 25:19 |   |   |        | 15 |
| 31.08 | 18:00 | Brazylia  | 3:0   | Peru      | 25:19 | 25:18 | 25:16 |   |   |        | 16 |

#### Mecz o 7. miejsce
| Data  | Godz. | Drużyna 1 | Wynik | Drużyna 2 | 1    | 2    | 3    | 4 | 5 | Widzów | *  |
| ----- | ----- | --------- | ----- | --------- | ---- | ---- | ---- | - | - | ------ | -- |
| 01.09 | 09:00 | Ekwador   | 3:0   | Urugwaj   | 25:0 | 25:0 | 25:0 |   |   |        | 17 |

#### Mecz o 5. miejsce
| Data  | Godz. | Drużyna 1 | Wynik | Drużyna 2 | 1     | 2     | 3     | 4 | 5 | Widzów | *  |
| ----- | ----- | --------- | ----- | --------- | ----- | ----- | ----- | - | - | ------ | -- |
| 01.09 | 11:00 | Boliwia   | 0:3   | Wenezuela | 23:25 | 18:25 | 22:25 |   |   |        | 18 |

#### Mecz o 3. miejsce
| Data  | Godz. | Drużyna 1 | Wynik | Drużyna 2 | 1     | 2     | 3     | 4     | 5     | Widzów | *  |
| ----- | ----- | --------- | ----- | --------- | ----- | ----- | ----- | ----- | ----- | ------ | -- |
| 01.09 | 15:00 | Argentyna | 2:3   | Peru      | 19:25 | 24:26 | 25:17 | 25:19 | 14:16 |        | 19 |

#### Finał
| Data  | Godz. | Drużyna 1 | Wynik | Drużyna 2 | 1     | 2     | 3     | 4 | 5 | Widzów | *  |
| ----- | ----- | --------- | ----- | --------- | ----- | ----- | ----- | - | - | ------ | -- |
| 01.09 | 18:00 | Kolumbia  | 0:3   | Brazylia  | 22:25 | 23:25 | 20:25 |   |   |        | 20 |

## Klasyfikacja końcowa
| Miejsce | Reprezentacja |
| ------- | ------------- |
| złoto   | Brazylia      |
| srebro  | Kolumbia      |
| brąz    | Peru          |
| 4.      | Argentyna     |
| 5.      | Wenezuela     |
| 6.      | Boliwia       |
| 7.      | Ekwador       |
| 8.      | Urugwaj       |

## Nagrody indywidualne
| MVP             | Najlepsze blokujące          | Najlepsza atakująca | Najlepsze przyjmujące    | Najlepsza rozgrywająca | Najlepsza libero |
| --------------- | ---------------------------- | ------------------- | ------------------------ | ---------------------- | ---------------- |
| Lorenne Geraldo | Mara Leão Ana Beatriz Corrêa | Sol Píccolo         | Amanda Coneo Karla Ortiz | María Marín            | Juliana Toro     |